# Joseph Desclaux
Pour les articles homonymes, voir Desclaux.

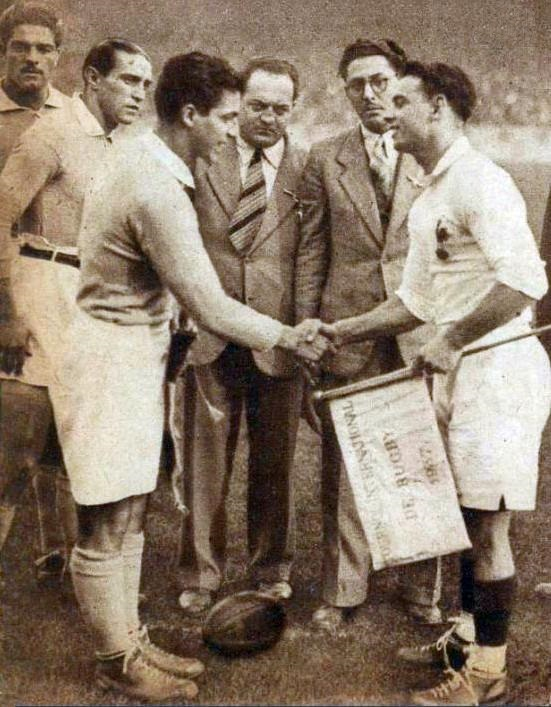
J.Desclaux serrant la main du capitaine d'Italie (1937).

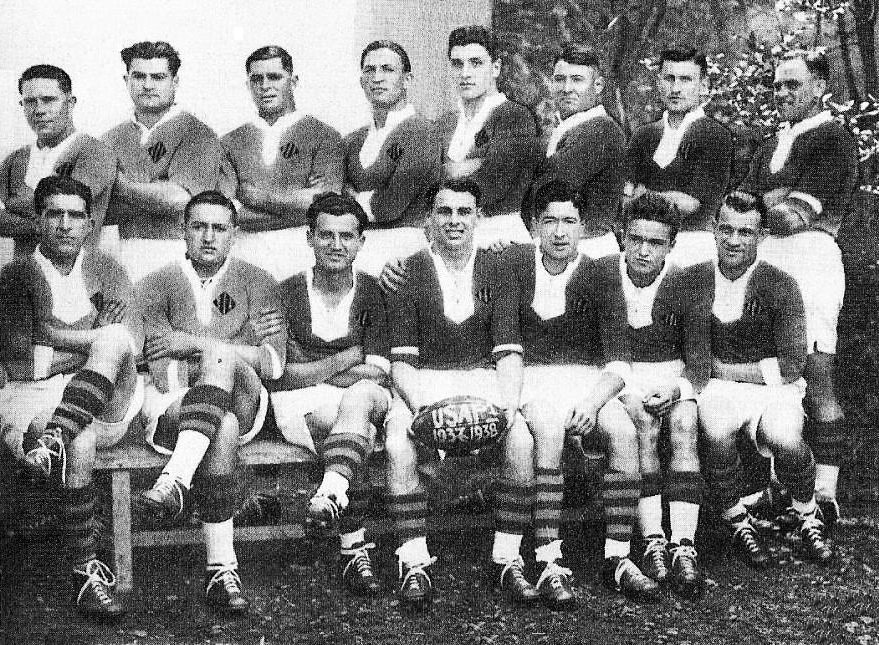
J.Desclaux au centre avec le ballon (USAP en 1937/38).

Joseph Desclaux (dit Jep) est un joueur français de rugby à XV et de rugby à XIII, né le 1er février 1912 à Collioure (Pyrénées-Orientales), décédé le 26 mars 1988 dans la même ville.
D'une taille d'1,68 m pour 74 kg, il a occupé les postes de trois-quarts centre et de demi d'ouverture au Collioure sportif, à l'USA Perpignan, au FC Grenoble et termina sa carrière au CO Esperaza.
Il a aussi évolué au Bordeaux XIII et surtout en équipe de France avec 10 sélections à XV et 2 sélections à XIII.
Il possédait une fabrique familiale de préparation d'anchois; une tribune du stade de l'USAP porte son nom. 
Son neveu Francis Desclaux fut vice-champion de France en 1950 avec le Racing club de France.
Joseph Desclaux fut reconnu comme l'un des tout meilleurs joueurs français des années 1930 et il est considéré avant-guerre comme  « le concepteur de l'ouvreur moderne ».

## Carrière de joueur

### En club[2]
- 1929-1929 : Collioure sportif
- 1929-1931 : AC Perpignan
- 1931-1932 : FC Grenoble
- 1932-1933 : AC Perpignan
- 1933-1938 : USA Perpignan
- 1938-1939 : Bordeaux XIII
- 1939-1940 : Sélection Catalane
- 1940-1941 : Collioure S XV
- 1941-1946 : USA Perpignan
- 1946-1948 : C.A.O. Esperaza

### En équipe de France
- Joseph Desclaux a connu sa première sélection le 25 mars 1934 contre l'Allemagne.

## Palmarès

### En club
- Champion de France en 1938 et 1944 (capitaine cette année-là en finale)
- Détenteur du Challenge Yves du Manoir en 1935
- Finaliste du championnat de France en 1935 (il ne participa pas à la finale de 1939, évoluant alors au Rugby à XIII en cours de saison)
- Finaliste du challenge Yves du Manoir en 1936, 1937 et 1938 (il participa aux 4 finales du club disputées avant-guerre)

### En équipe régionale
- Coupe Nationale en 1943[3] et en 1944[4], avec la sélection Côte basque-Béarn

### En équipe de France
- 10 sélections.
- 3 essais, 7 transformations (23 points).
- Sélections par année : 1 en 1934, 1 en 1935, 2 en 1936, 2 en 1937, 3 en 1938, 1 en 1945 (la France étant alors interdite de Tournoi des Cinq Nations).
- 7 fois capitaine (de 1936 à 1938).
- Il est avec Pierre Thiers (1936-1945 du club de Thiers) un des deux joueurs français à avoir évolué au niveau international avant et après le second conflit mondial.
- Vainqueur du Tournoi européen FIRA de rugby à XV 1935 (à Rome)
- Vainqueur du Tournoi européen FIRA de rugby à XV 1936 (à Berlin)
- Vainqueur du Tournoi européen FIRA de rugby à XV 1937 (à Paris)
- Vainqueur du Tournoi européen FIRA de rugby à XV 1938 (à Bucarest; seul joueur vainqueur des 4 éditions)

### Rugby à XIII
- International [1](2 sélections en 1938 - 1939), après avoir opté pour Bordeaux XIII
- Vainqueur de la Coupe d'Europe des nations : 1939 (France).

### Détails en sélection
| Matchs internationaux de Joseph Desclaux en rugby à XIII | Matchs internationaux de Joseph Desclaux en rugby à XIII | Matchs internationaux de Joseph Desclaux en rugby à XIII | Matchs internationaux de Joseph Desclaux en rugby à XIII | Matchs internationaux de Joseph Desclaux en rugby à XIII | Matchs internationaux de Joseph Desclaux en rugby à XIII | Matchs internationaux de Joseph Desclaux en rugby à XIII | Matchs internationaux de Joseph Desclaux en rugby à XIII | Matchs internationaux de Joseph Desclaux en rugby à XIII | Matchs internationaux de Joseph Desclaux en rugby à XIII | Matchs internationaux de Joseph Desclaux en rugby à XIII | Matchs internationaux de Joseph Desclaux en rugby à XIII |
|                                                          | Date                                                     | Adversaire                                               | Résultat                                                 | Compétition                                              | Poste                                                    | Points                                                   | Essais                                                   | Pen.                                                     | Drops                                                    |                                                          |                                                          |
| -------------------------------------------------------- | -------------------------------------------------------- | -------------------------------------------------------- | -------------------------------------------------------- | -------------------------------------------------------- | -------------------------------------------------------- | -------------------------------------------------------- | -------------------------------------------------------- | -------------------------------------------------------- | -------------------------------------------------------- | -------------------------------------------------------- | -------------------------------------------------------- |
| sous les couleurs de la France                           |                                                          |                                                          |                                                          |                                                          |                                                          |                                                          |                                                          |                                                          |                                                          |                                                          |                                                          |
| 1                                                        | 25 février 1939                                          | Angleterre                                               | 12-9                                                     | Coupe d'Europe                                           | Centre                                                   | 3                                                        | 1                                                        | -                                                        | -                                                        |                                                          |                                                          |
| 2                                                        | 16 avril 1939                                            | Pays de Galles                                           | 16-10                                                    | Coupe d'Europe                                           | Demi d'ouverture                                         | 3                                                        | 1                                                        | -                                                        | -                                                        |                                                          |                                                          |

#### Statistiques
| Saison    | Saison        | Championnat           | Championnat | Championnat | Championnat | Championnat | Championnat | Championnat | Coupe           | Coupe      | Coupe | Coupe | Coupe | Coupe | Coupe | Sélection | Sélection | Sélection | Sélection | Sélection | Sélection | Sélection |
| Saison    | Saison        | Comp.                 | Class.      | M           | Pts         | Ess.        | Buts        | Dp.         | Comp.           | Class.     | M     | Pts   | Ess.  | Buts  | Dp.   | Comp.     | M         | Pts       | Ess.      | Buts      | Dp.       |           |
| --------- | ------------- | --------------------- | ----------- | ----------- | ----------- | ----------- | ----------- | ----------- | --------------- | ---------- | ----- | ----- | ----- | ----- | ----- | --------- | --------- | --------- | --------- | --------- | --------- | --------- |
| 1938-1939 | Bordeaux XIII | Championnat de France | 1/2 finale  | ?           | -           | -           | -           | -           | Coupe de France | 1/2 finale | ?     | -     | -     | -     | -     |           |           |           |           |           |           |           |

## Palmarès d'entraîneur (à XV)
- Champion de France en 1955 (USAP)
- Challenge Yves du Manoir en 1955
- Champion de France de 3e série en 1960 (Collioure Sportif)